# 레이 매커널리
레이 매커낼리(영어: Ray McAnally, 영어 발음: /ˈmækənæliː/, 1926년 3월 30일 ~ 1989년 6월 15일)는 아일랜드의 배우, 무대 연출가이다.

## 작품 목록

### 영화
- 비너스 피터 (1989년)
- 천사탈주 (1989년) - 워든 역
- 나의 왼발 (1989년)
- 영웅 (1988년)
- 유령 호텔 (1988년)
- 다이애나의 두 남자 (1987년)
- 소련 KGB (1987년)
- 시실리안 (1987년)
- 미션 (1986년) - 알타미라노 역
- 칼의 고백 (1984년) - 시릴 던롭 역
- 엔젤 (1982년)
- 크라운 코트 (1972년)
- 거울 나라의 전쟁 (1970년)
- 지옥에서 악수하라 (1959년)

### 텔레비전
- 광란자 잭 (1988, Jack the Ripper)